# Уссассай
Уссассай (итал. Ussassai) — коммуна в Италии, располагается в регионе Сардиния, в провинции Нуоро.
Население составляет  526  человека (30-6-2019), плотность населения составляет 11,2 чел./км². Занимает площадь 47 км². Почтовый индекс — 8040. Телефонный код — 0782.
Покровителем коммуны почитается святой Иоанн Креститель, празднование 29 августа.

## Демография
Динамика населения:

## Администрация коммуны
- Официальный сайт: